# Умбеталина, Камка Джанияровна
Камка Джанияровна Умбеталина (5 сентября 1923, Тайпакский район, Западно-Казахстанская область, Казахская ССР, СССР — 24 июня 2020, Актау, Мангистауская область, Казахстан) — советский и казахский инженер — геолог, ветеран войны и труда. Заслуженный геолог-разведчик Казахской ССР (1975). «Отличник нефте разведки СССР». Почётный гражданин города Актау.

## Биография
Камка Джанияровна Умбеталина родилась 5 сентября 1923 года в Тайпакский районе Западно-Казахстанской области.
По окончании школы в 1942 году попала на фронт. Ей, 18-летней девушке, сразу доверили тяжёлые снаряды, которые она умело грузила в самолёты, а позже скидывала на вражеские войска.
В 1945 по 1990 годы лаборант, коллектор, инженер по глинистым растворам треста «Казнефтеразведка», старший инженер лаборатории треста «Мангишлакнефтеразведка».
С 1990 года персональный пенсионер Республики Казахстан.

## Награды и звания
- Награждена орденом Отечественной войны 2 степени (11 марта 1985 года) и орденом «Курмет» (2013)[2].
- Медаль «За победу над Германией в Великой Отечественной войне 1941—1945 гг.»
- Медаль «За победу над Японией»
- Медаль Жукова
- Медаль «За трудовую доблесть» (20 апреля 1971)
- Медаль «В ознаменование 100-летия со дня рождения Владимира Ильича Ленина» (1970)
- Медаль «Ветеран труда» (1984)
- Медаль «За трудовое отличие» (Казахстан) (1 сентября 1999)
- Медаль «10 лет Астане» (2008)
- Медаль «20 лет независимости Республики Казахстан» (2011)
- Медаль «40 лет месторождении Озен» (2004)
- Присвоено почётное звание «Заслуженный геолог-разведчик Казахской ССР» (1975) и «Отличник нефте разведки СССР». Почётный гражданин города Актау.
- Медаль «Ана шапағаты» (2015)[3]
- Юбилейная медаль «70 лет Победы в Великой Отечественной войне 1941—1945 гг.» (2015)[4]